# Querstedt
Querstedt is een plaats en voormalige gemeente in de Duitse deelstaat Saksen-Anhalt, en maakt deel uit van de Landkreis Stendal.
Querstedt telde, begin 2022, 78 inwoners; het dorpje Deetz, dat samen met Querstedt een Ortschaft van de gemeente Bismark vormt, had er toen 80.
De twee plattelandsdorpjes liggen 2 respectievelijk 4 km ten zuidoosten van Badingen, dat zelf 11 km ten zuidoosten van het stadje Bismark ligt. Deetz ligt weer 2 km ten noorden van Käthen.

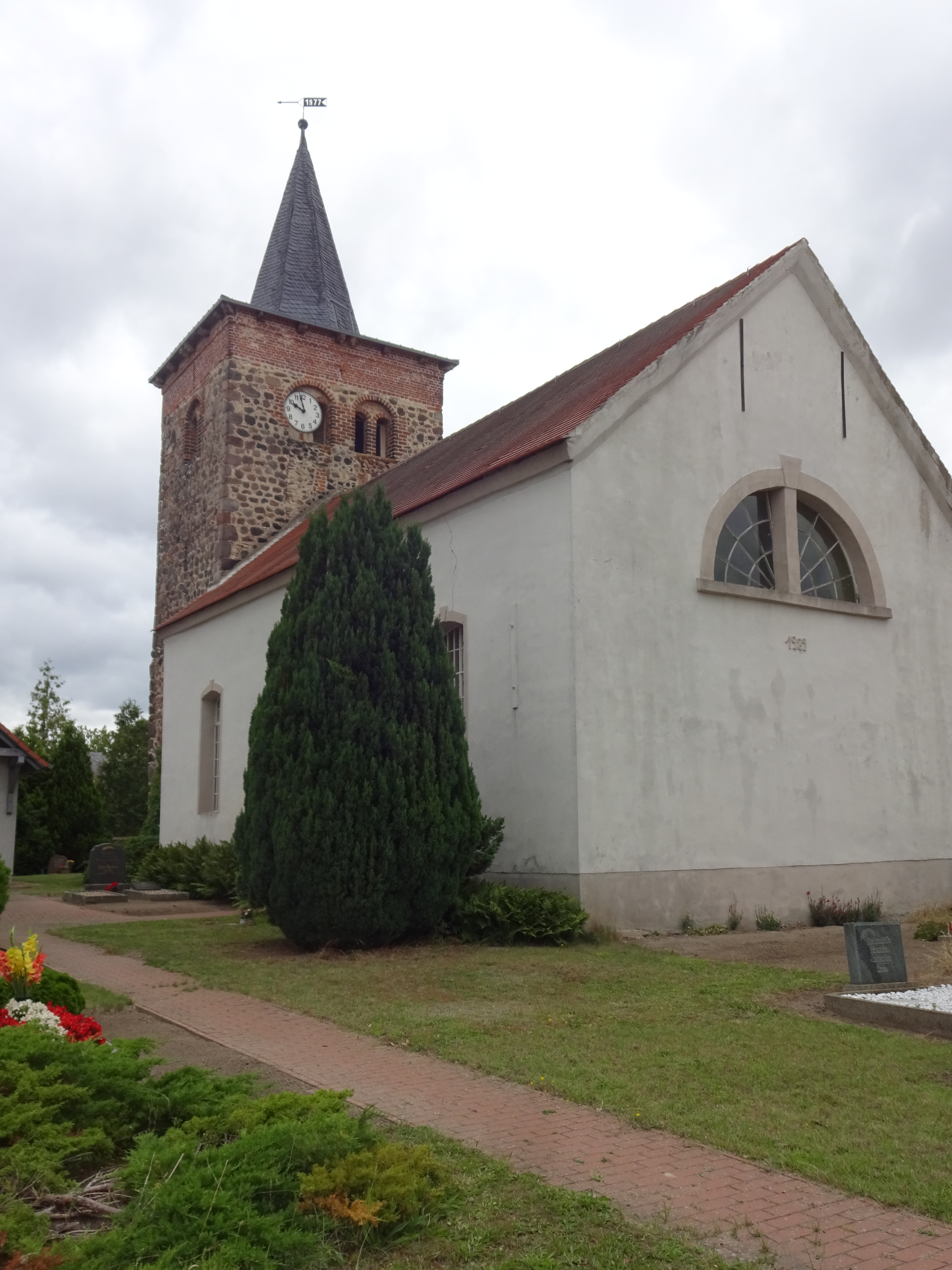
Dorpskerk te Querstedt
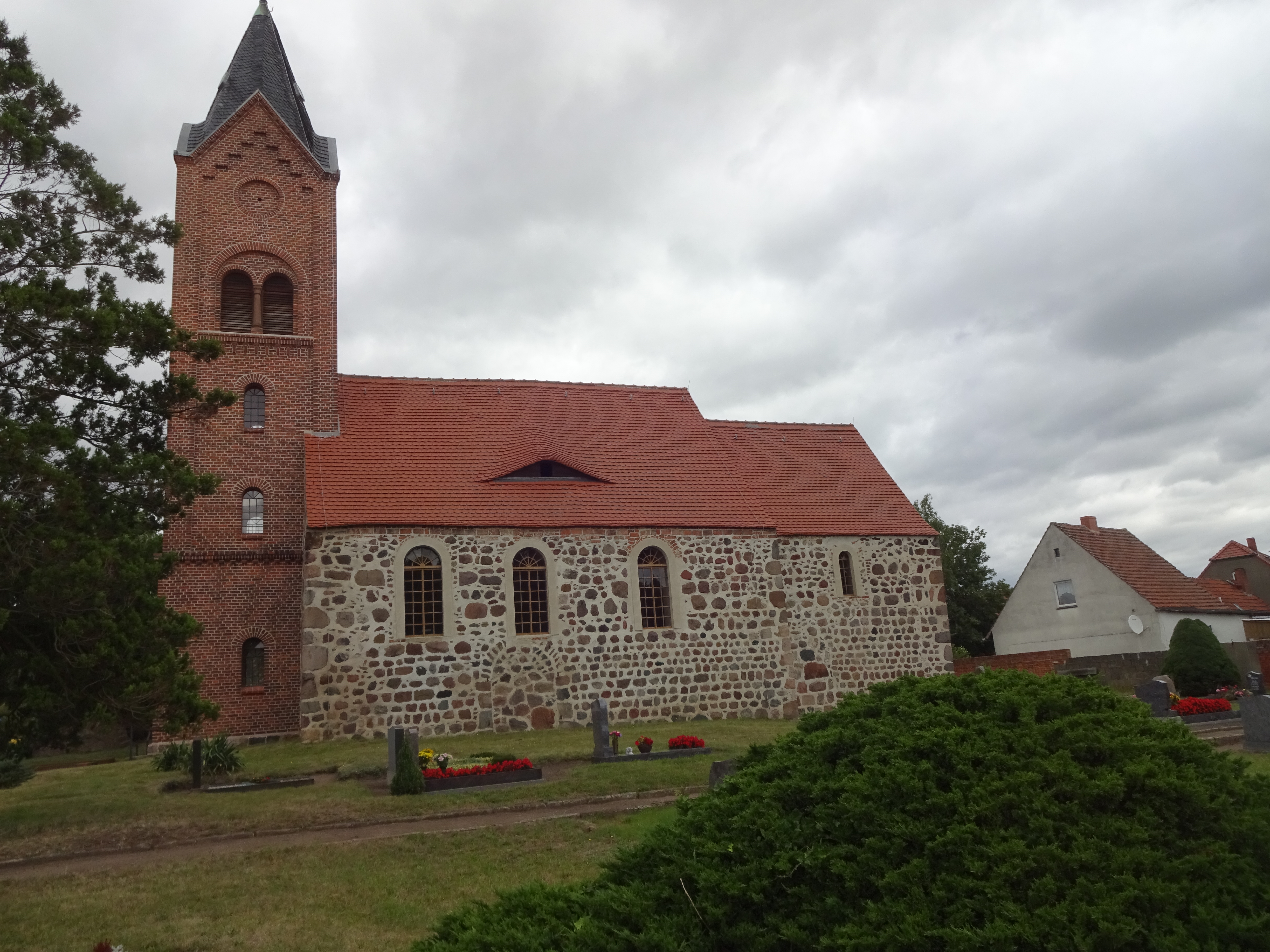
Dorpskerk te Deetz
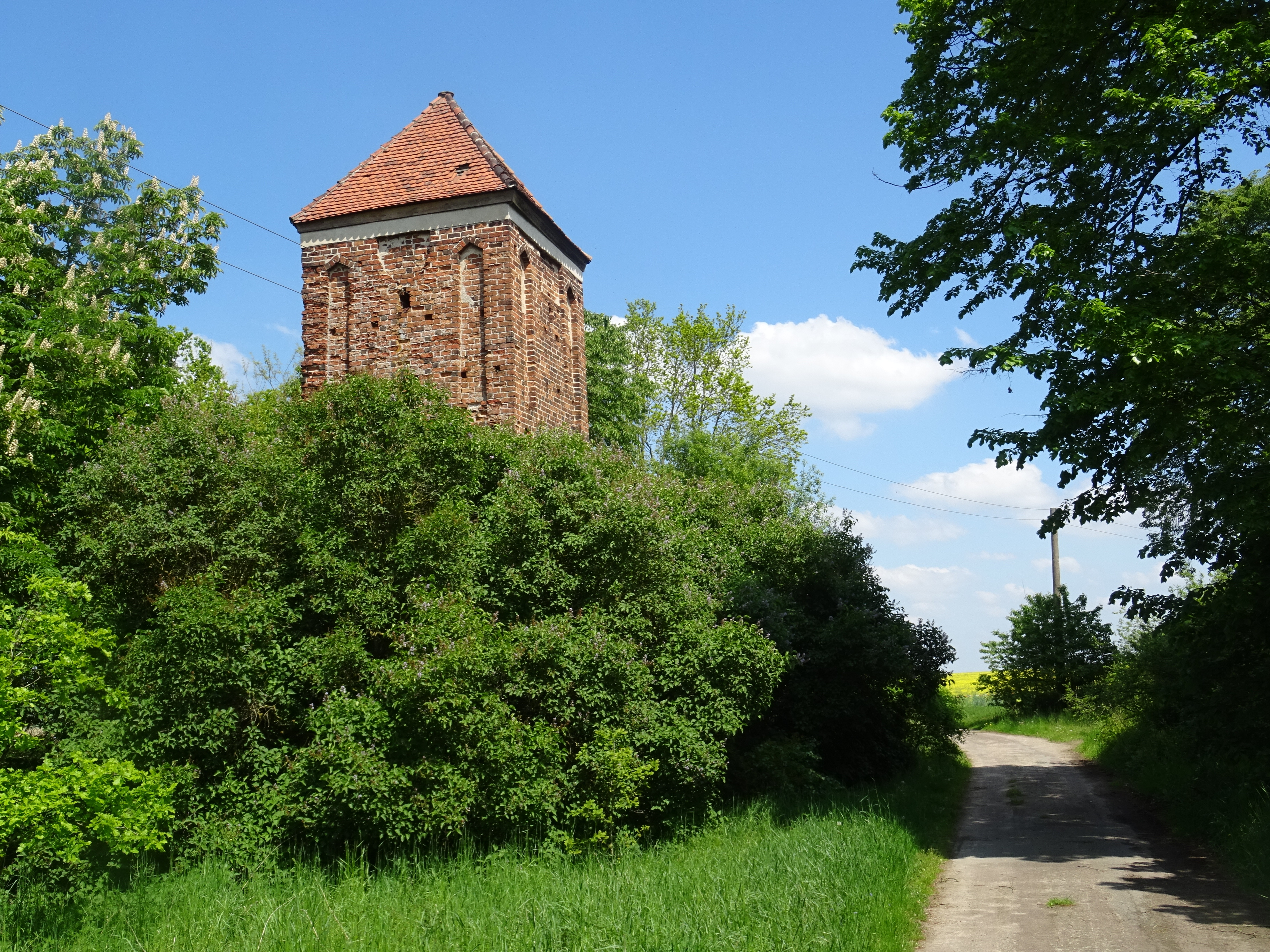
Wachttoren te Deetz (1409; onderdeel van een landweer voor de stad Stendal)